# Meredoua
Koordinaten: 24° 58′ 26,8″ N, 1° 53′ 18,7″ O
Meredoua ist eine Oase in der algerischen Sahara.

## Lage
Die Oase Meredoua liegt ca. 230 km südöstlich von Reggane und ca. 130 km östlich der Tanezrouftpiste bzw. Nationalstraße 6, einer wichtigen Nord-Süd-Route und Verbindung nach Mali. Die Oase liegt am Nordrand des Asedjrad-Gebirges. Die Quelle speist den Oued Tari.